# Коли повернуться птахи
«Коли повернуться птахи» (фр. En attendant les hirondelles) — драматичний фільм Франції, Алжира та Німеччини 2017 року, повнометражний режисерський дебют Каріма Муссаві. Світова прем'єра відбулася на 70-му Каннському міжнародному кінофестивалі, де фільм брав участь у програмі «Особливий погляд».

## Сюжет
Фільми розповідає три історії трьох поколінь жителів Алжиру — багатого забудовника, молодої жінки та амбітного невролога, — які змальовують образ сучасного арабського суспільства.

## У ролях
| • Мохамед Джохрі | … | Мурад                  |
| • Ганія Амар     | … | Айша                   |
| • Гассан Качач   | … | Даман                  |
| • Мехді Рамдані  | … | Джаліль                |
| • Надя Кейці     | … | жінка                  |
| • Соня Меккю     | … | Ліла                   |
| • Шокі Амарі     | … | Таєб                   |
| • Ламрі Куан     | … | Камель                 |
| • Ор Атіка       | … | Раша, господиня Мурада |

## Знімальна група
- Автор сценарію — Мод Амлін, Карім Муссаві
- Режисер-постановник — Карім Муссаві
- Продюсер — Філіпп Мартен, Давид Тіон
- Співпродюсер — Ніколь Гергардс, Дебзі Джабер, Олів'є Пере
- Оператор — Давид Шамбіль
- Монтаж — Тома Маршан
- Художник-постановник — Гамід Букрара
- Художник з костюмів — Майя Бен Ших

## Нагороди та номінації
| Список нагород та номінацій         | Список нагород та номінацій | Список нагород та номінацій                              | Список нагород та номінацій | Список нагород та номінацій | Список нагород та номінацій |
| Кінофестиваль/Кінопремія            | Рік                         | Категорія                                                | Номінант(и)                 | Результат                   | Дж                          |
| ----------------------------------- | --------------------------- | -------------------------------------------------------- | --------------------------- | --------------------------- | --------------------------- |
| Каннський міжнародний кінофестиваль | 2017                        | Приз «Особливий погляд»                                  | Коли повернуться птахи      | Номінація                   |                             |
| Каннський міжнародний кінофестиваль | 2017                        | Золота камера                                            | Коли повернуться птахи      | Номінація                   |                             |
| Міжнародний кінофестиваль в Хіхоні  | 2017                        | Спеціальний приз журі                                    | Коли повернуться птахи      | Перемога                    |                             |
| Міжнародний кінофестиваль в Хіхоні  | 2017                        | Приз Жиля Паррондо за найкраще художнє оформлення фільму | Гамід Букрара               | Перемога                    |                             |
| Премія «Люм'єр»                     | 5.02.2017                   | Найкращий дебютний фільм                                 | Коли повернуться птахи      | Перемога                    | [ 6 ]                       |
| Премія «Люм'єр»                     | 5.02.2017                   | Найкращий сценарій                                       | Коли повернуться птахи      | Номінація                   | [ 7 ]                       |